# رودریگو کورالس
رودریگو کورالس (اسپانیایی: Rodrigo Corrales‎؛ زادهٔ ۲۴ ژانویهٔ ۱۹۹۱) بازیکن هندبال اهل اسپانیا است.